# Marilyn Strickland
Marilyn Strickland (Seul, 25 settembre 1962) è una politica statunitense, membro della Camera dei Rappresentanti per lo stato di Washington dal 2021. Precedentemente è stata sindaca di Tacoma dal 2010 al 2018.